# Memoria dei santi angeli custodi

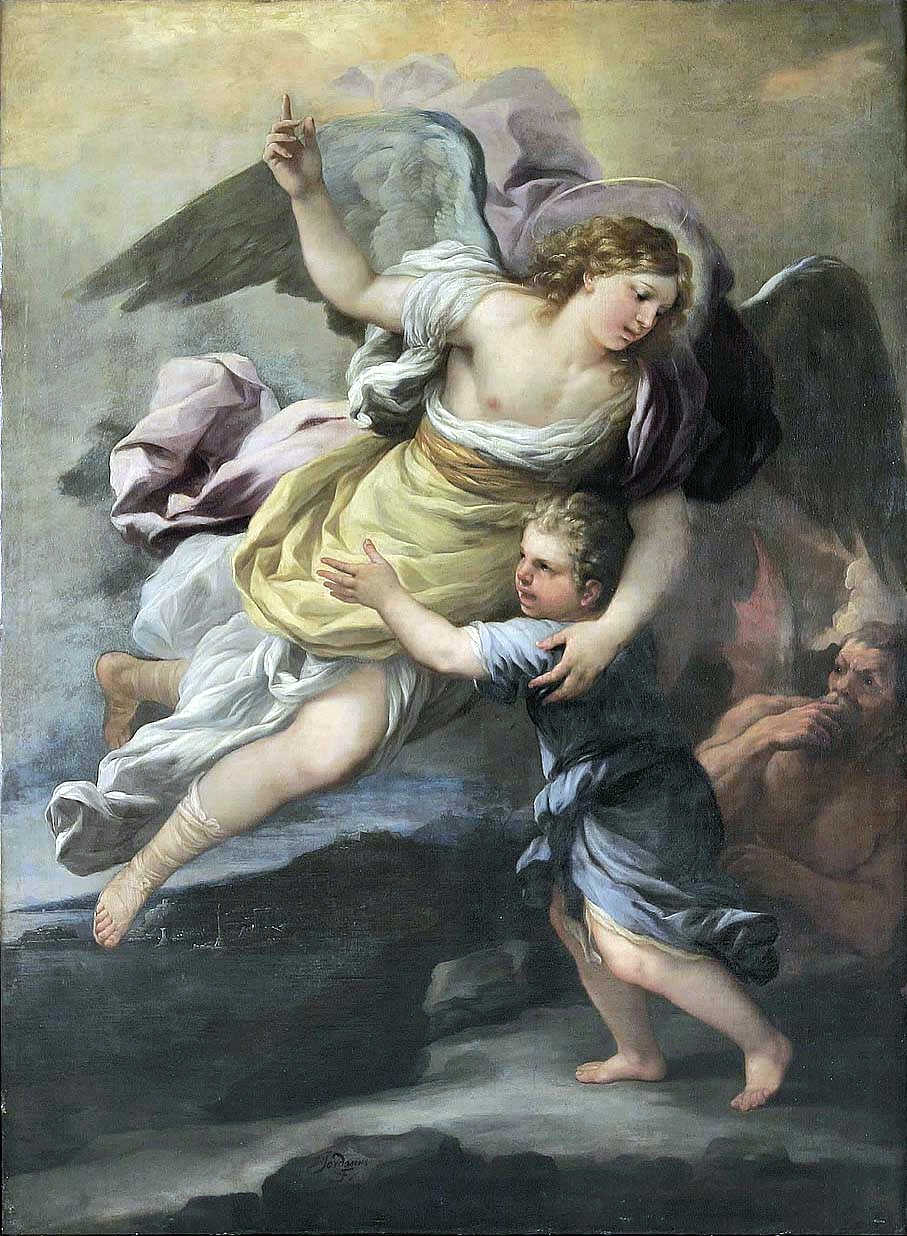
Un angelo custode.

La memoria dei Santi Angeli Custodi è celebrata ufficialmente dalla Chiesa cattolica il 2 ottobre. Il Dicastero per il culto divino e la disciplina dei sacramenti ha autorizzato alcune località a celebrare tale festività il 2 settembre. Fin dal IV secolo i cattolici iniziarono a predisporre altari per onorare gli angeli custodi nei luoghi di culto. Le celebrazioni della festa in onore dei santi angeli custodi risalgono al XIX secolo.
Il mese di ottobre, dedicato alla Vergine Maria, è riservato anche al culto dei santi angeli custodi.
La ricorrenza è osservata anche da alcune comunità anglo-cattoliche all'interno della Comunione anglicana e dalla maggior parte delle comunità del Movimento anglicano di continuazione.

## Storia
La devozione cristiana agli angeli trae origine dall'Ebraismo e iniziò a svilupparsi con la nascita del monachesimo. La festività dei santi angeli custodi fu celebrata per la prima volta dall'Ordine francescano nel 1500 come una ricorrenza a carattere locale.  Nel 1607 papa Paolo V la inserì nel Calendario romano generale. Dal momento che il relativo decreto papale fu cofirmato da Roberto Bellarmino, alcuni studiosi hanno ipotizzato che la festa sia stata creata sotto l'influenza della Compagnia di Gesù. Essa era intesa come un'aggiunta alla celebrazione di san Michele arcangelo che ricadeva il 29 settembre, unitamente alla memoria di tutti gli altri angeli. Clemente X la elevò al rango di rito doppio e la rese obbligatoria per tutta la Chiesa, mentre Leone XIII la confermò come festa di classe maggiore. Dal 1976 è considerata una memoria obbligatoria.
Il 2 ottobre 1795 Pio VI concesse un'indulgenza parziale ogni volta che, con cuore contrito e devotamente, un fedele avesse recitato la preghiera dell'Angelo custode. Lo stesso Papa concesse anche l'indulgenza plenaria nella festa dei Santi Angeli Custodi (2 ottobre) a coloro che avessero recitato detta preghiera mattina e sera durante tutto l'anno, a condizione che soddisfacessero gli altri requisiti ordinari per lucrare l'indulgenza plenaria (ricezione dell'eucaristia dopo l'assoluzione confessionale in uno stato di reale pentimento, visita di una chiesa o di un oratorio, ecc.). L'11 giugno 1796 papa Pio VI concesse un'ulteriore indulgenza plenaria a coloro che avessero recitato frequentemente questa preghiera, da ottenersi nell'ora della loro morte, a condizione che avessero le precondizioni richieste. Papa Pio VII confermò nuovamente queste indulgenze il 15 maggio 1821, aggiungendovi inoltre un'indulgenza plenaria una volta al mese, in qualsiasi giorno del mese, a coloro che avessero recitato l'Angelo Custode ogni giorno per un mese intero, con i medesimi requisiti sopra menzionati per ricevere l'indulgenza plenaria. Dopo l'abrogazione di questa tipologia di indulgenze, l'Enchiridion del 1968 ha previsto l'indulgenza parziale.
Giovanni XXIII scrisse una Meditazione per la festa degli angeli custodi, in cui si legge: "Dobbiamo ricordare quanto sia stata ammirevole l'intenzione della divina provvidenza nell'affidare agli angeli la missione di vegliare su tutta l'umanità e sui singoli esseri umani, perché non cadessero vittime dei gravi pericoli presenti nel loro cammino".

## Osservanza
La Festa degli angeli custodi ebbe un'importanza fondamentale per Josemaría Escrivá, che riteneva che la fondazione dell'Opus Dei -che ricadde il 2 ottobre 1928- gli fosse stata ispirata direttamente da Dio. Egli credeva che tale data fosse un segno che l'opera di questa organizzazione si sarebbe svolta sotto la protezione degli angeli.